# Jania nipponica
Jania nipponica (Yendo) Yendo, 1905  é o nome botânico de uma espécie de algas vermelhas pluricelulares do gênero Jania.
- São algas marinhas encontradas no Japão e Coreia.

## Sinonímia
- Corallina nipponica Yendo, 1902